# Comuna Kadîiivți, Camenița
Kadîiivți (în ucraineană Кадиївці) este o comună în raionul Camenița, regiunea Hmelnîțkîi, Ucraina, formată din satele Kadîiivți (reședința) și Surja.

## Demografie
Componența lingvistică a comunei Kadîiivți
     Ucraineană (99,42%)
     Alte limbi (0,57%)
Conform recensământului din 2001, majoritatea populației comunei Kadîiivți era vorbitoare de ucraineană (99,42%), existând în minoritate și vorbitori de alte limbi.